# Tapis des orphelines arméniennes de Ghazir

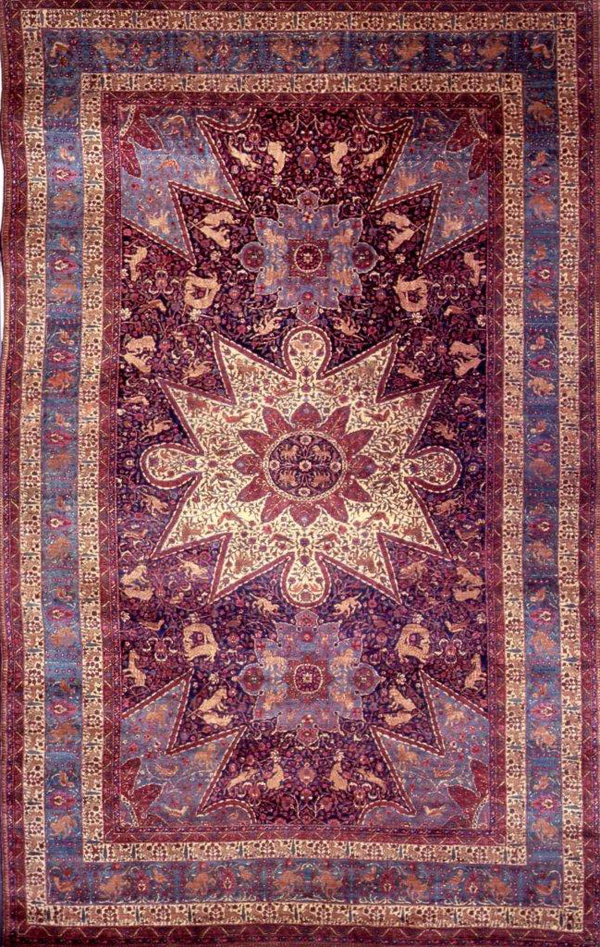
Le tapis des orphelines arméniennes, également connu sous le nom de tapis des orphelines de Ghazir

Les tapis des orphelines arméniennes, également connus sous le nom de tapis des orphelines de Ghazir, sont des tapis de style arménien tissés par des orphelines du génocide arménien à Ghazir, au Liban, et dont le plus célèbre a été offert  au président Calvin Coolidge en 1925. Sa fabrication a duré dix-huit mois. Il a été rendu par la famille Coolidge à la Maison Blanche en 1982. Sa dernière exposition publique a eu lieu en novembre 2014 au Centre des visiteurs de la Maison Blanche dans le cadre de l'exposition « Merci aux États-Unis : trois cadeaux aux présidents en remerciement pour la générosité américaine à l'étranger ». Plus de 3 000 de ces tapis auraient été tissés, et un autre a été offert au musée du génocide arménien.

## Histoire
En raison du génocide arménien, des milliers d'orphelins et de réfugiés ont été réinstallés au Moyen-Orient et placés dans des orphelinats dans toute la région. Cent mille orphelins ont été aidés par Near East Relief, une organisation de secours dirigée par les Américains. Un orphelinat géré par Near East Relief à Ghazir, au Liban, abritait 1 400 orphelines, formées puis employées à la fabrication de tapis. Elles en auraient produit plus de 3 000 entre 1923 et 1930. Au début des années 1920, en signe d'appréciation pour Near East Relief qui les a protégées, plusieurs de ces orphelines ont tissé un tapis pendant 18 mois. Il était destiné à être offert en cadeau aux États-Unis et a été officiellement remis au président Calvin Coolidge le 4 décembre 1925. Une étiquette au dos du tapis indique "In Golden Rule Gratitude to Coolidge". Il s'agit d'une référence à la campagne "Golden Rule": chaque année, le premier dimanche de décembre, les habitants des États-Unis étaient invités à se contenter d'un repas à plat unique, et à verser l'argent économisé au Near East Relief.
L'offrande du tapis a reçu une couverture nationale. Coolidge a fait remarquer dans une lettre au vice-président de Near East Relief : « Le tapis a une place d'honneur à la Maison Blanche où il sera un symbole quotidien de bonne volonté sur terre ». Coolidge a exposé le tapis dans la salle bleue de la Maison Blanche. Après la fin de son mandat présidentiel en 1929, le tapis a été transporté chez lui à Northampton, dans le Massachusetts,  . Le tapis est resté dans le salon de sa maison jusqu'à sa mort en 1933, après quoi Mrs. Coolidge a gardé le tapis chez elle à Northampton jusqu'à sa mort en 1957. La famille Coolidge a rendu le tapis à la Maison Blanche en 1982, où il a été entreposé sans être exposé au public,

## Dessin
Le tapis contient des dessins qui peuvent représenter des scènes de l'histoire d' Adam et Eve,. Le tapis mesure 3,53 m sur 5,61 m et contient plus de quatre millions de nœuds tissés à la main,. Le tapis représente des lions, des licornes, des aigles et des oiseaux. Au milieu du tapis se trouve un motif en forme de médaillon.

## Exposition
Le tapis des orphelines arméniennes est sorti des réserves en 1984 et 1995. En 1995, il a été temporairement retiré de la réserve de la Maison Blanche pour être montré à Vartoohi Galezian, l'une de ses tisserandes d'origine, et à sa famille.
En janvier 2013, Paul Michael Taylor, directeur du programme d'histoire culturelle asiatique de la Smithsonian Institution, a eu des discussions préliminaires avec le conservateur de la Maison Blanche William G. Allman sur la possibilité d'exposer le tapis au Smithsonian le 16 décembre 2013, dans le cadre de un événement parrainé par l'Armenian Rugs Society et la Fondation culturelle arménienne, qui aurait compris le lancement de livre titré President Calvin Coolidge and the Armenian Orphan Rug. La proposition a ensuite été soutenue par une lettre signée par un groupe bipartite de 33 membres du Congrès américain soutenant le retrait du tapis des réserves. Mais le 12 septembre, Taylor a annulé l'événement, en motivant la décision par un refus de la Maison Blanche de procéder au prêt du tapis.
La Maison Blanche n'avait pas offert d'explication à Taylor pour son refus de prêter le tapis, et Taylor n'a pas voulu spéculer sur la raison. Cependant, d'autres ont émis l'hypothèse que la décision de ne pas prêter le tapis était due à la crainte d'une réaction négative de la Turquie. Le membre du Congrès américain Adam Schiff (D-Californie) a déclaré dans une interview : "Il m'est difficile de conclure autrement qu'ils ne veulent pas offenser la Turquie. Si c'est leur motivation, c'est totalement inacceptable". Le Comité national arménien d'Amérique a lié le refus de prêter le tapis à un refus du président Barack Obama de reconnaitre le génocide arménien, citant  son blocage de la législation du Congrès pour marquer l'événement, l'opposition de son solliciteur général aux efforts devant les tribunaux américains pour permettre aux citoyens américains de poursuivre les revendications de propriété de l'époque du génocide, et l'envoi par son administration de hauts fonctionnaires pour prendre la parole lors d'événements organisés par des négationnistes du génocide arménien tout en refusant d'assister aux célébrations du génocide par le Congrès.
Le 12 novembre 2013, la Maison Blanche a répondu aux allégations. Laura Lucas Magnuson, porte-parole du Conseil de sécurité nationale, a déclaré: "Afficher le tapis pendant seulement une demi-journée dans le cadre d'un événement de lancement de livre privé, comme proposé, aurait été une utilisation inappropriée de la propriété du gouvernement américain, aurait obligé la Maison-Blanche à assumer le risque de transporter le tapis pour une exposition publique limitée, et n'a pas été considérée comme proportionnée à l'importance historique du tapis ». La Maison Blanche a également déclaré que la décision de garder le tapis dans les réserves "n'exclut pas" la possibilité qu'il puisse être exposé dans le futur.
Le tapis des orphelines arméniennes a été exposé au centre d'accueil des visiteurs de la Maison Blanche en novembre 2014 dans le cadre de l'exposition temporaire "Merci aux États-Unis : trois cadeaux aux présidents en remerciement pour la générosité américaine à l'étranger". L'exposition présentait trois objets offerts à l'Amérique en réponse à l'aide américaine après des catastrophes internationales : le tapis, un vase français remis au président Herbert Hoover après la Première Guerre mondiale et des fleurs de cerisier et de cornouiller japonais enfermées dans de l'acrylique, offertes au président Obama.